# Шендерівська сільська рада (Тиврівський район)
| Шендерівська сільська рада — колишній орган місцевого самоврядування у Тиврівському районі Вінницької області з адміністративним центром у с. Шендерів. з 18 грудня 2020 року входить до складу Вороновицької територіальної громади. В селі Шендерів працює загальний відділ від Вороновицької ОТГ для прийому громадян. Сільській раді підпорядковані населені пункти: - с. Шендерів - с. Потуш |

## Склад ради
Рада складається з 12 депутатів та голови.

## Керівний склад сільської ради
| ПІБ                     | Основні відомості                                                 | Дата обрання | Дата звільнення |
| ----------------------- | ----------------------------------------------------------------- | ------------ | --------------- |
| Соболь Любов Євгенівна  | Сільський голова, 1968 року народження, освіта, позапартійна      | 26.03.2006   | 31.10.2010      |
| Соболь Любов Євгеніївна | Сільський голова, 1968 року народження, освіта вища, позапартійна | 31.10.2010   | 18.12.2020      |

Примітка: таблиця складена за даними джерела